# Генрик IX Глогувский
Генрих IX Старший (Глогувский) (пол. Henryk IX Starszy (głogowski), нем. Heinrich IX. von Glogau; 1387/1392 — 11 ноября 1467) — князь Глогувский (половина княжества, в 1397-1467 годах совместно с братьями Яном I (до 1412 года) и Генрихом X (до 1423 года) и Вацлавом (до 1417 года), с 1423 года ― единолично), Жаганьский (в 1403-1412 годах совместно с братьями Яном I и Генрихом X и Вацлавом), Любинский (в 1446-1467 годах).

## Биография
Представитель глогувско-жаганьской линии династии Силезских Пястов. Второй сын Генриха VIII Врубеля (1357/1363 — 1397), князя Жаганьского (1369—1378), Глогувского и Сцинавского (1369-1378 и 1395—1397), и Катарины Опольской (1367—1420), дочери князя Владислава Опольчика.
После смерти Генриха VIII его жена Катарина Опольская, с детьми находилась в Кожухуве, который вместе с прилегающей Зелёна-Гурой входил в ее вдовий удел. В 1397—1401 годах официальным опекуном сыновей Генрика VIII и фактическим правителем Глогувского княжества был их дядя, князь Руперт I Легницкий. Это была трудная задача, потому что князь Генрих VIII оставил после себя большие долги, а доходов княжества не хватало на их покрытие. Руперт I Легницкий постепенно договорился с главными кредиторами и начала погашение в рассрочку. Особую помощь оказали города Глогувского княжества: Глогув, Кросно-Оджаньске и Шпротава.
После того, как старший из братьев Ян I достиг совершеннолетия в 1401 году, он взял на себя опеку над своими младшими братьями и стал самостоятельно править в Глогувском княжестве, а Генрик IX, Генрик X и Вацлав стали его формальными соправителями. В 1403 году братья присоединили к своим владениям Жаганьское княжество. Жагань принадлежала их дяде Генриху VI Старшему, а после его смерти в 1393 году им управляла его вдова, Ядвига Легницкая , которая в 1403 году уступила Жагань Яну I и его младшим братьям. В 1412 году в результате раздела совместных владений старший брат Ян I стал самостоятельно править Жаганьском княжестве, а Генрих IX вместе с младшими братьями Генрихом X Младшим и Вацлавом получил Глогувское княжество с половиной  Глогува и городами Свебодзин, Кросно-Оджаньске и Шпротава.
В 1417 году  произошел раздел Глогувского княжества: князья Генрик IX и Генрик X выделили младшему брату Вацлаву во владение Кросненское княжество, в которое вошли города Свебодзин, Кросно-Оджаньске и Бытница, оставиви за собой половинe Глогува и Шпротаву, а также титул князей Глогувских. После смерти  Вацлава в 1430/1431 году его удел вернулся в состав Глогувского княжества.
Братья Генрих IX и Генрих X правили в Глогувском княжестве совместно, хотя реальным правителем оставался Генрих IX. Его младший брат Генрих X находился на службу германского императора, венгерского и чешского короля Сигизмунда Люксембургского, под чьим командованием он участвовал в битвах против чешских гуситов и ездил послом в Данию (он планировал жениться на родственнице короля Дании Эрика Померанского, но до брака дело не дошло, потому что Генрик X скончался в 1423 году в ходе переговоров). После смерти своего младшего брата Генрих Старший стал править в Глогувском княжестве единолично. Ещё раньше в 1420 году, после смерти их матери, в состав владений Генриха IX и Генриха X вернулись города Кожухув и Зелёна-Гура. Из-за материнского наследства вспыхнула кратковременная война между князьями Яном I Жаганьским и Генрихом IX Глогувским. Конфликт завершился полный успехом Генриха IX, который сохранил спорные земли. При посредничестве курфюрста Саксонии Рудольфа III Ян Жаганьский и Генрих Глогувский заключили перемирие, сохранив свои владения в целости.
По тогдашним хроникам, Генрих IX был человеком мягким и миролюбивым. В молодости он должен был занять кафедру вроцлавского епископа, но не принял сан. Время правления Генриха IX Глогувского было беспокойным — это был период Гуситских войн, которые охватили всю Силезию.
В 1416 году князь Генрих Глогувский стал миротворцем в споре между потомками князя Пшемыслава I Носака. В 1420 году во Вроцлаве состоялся большой съезд силезских князей, на котором также присутствовал Генрих IX Глогувский. Силезские князья принесли оммаж новому королю Чехии Сигизмунду Люксембургскому. В 1423 году Генрих IX Глогувский, вместе со старшим братом Яном I, князем Жаганьским, и другими силезскими князьями принял участие в съезде в Пресбурге (Братислава), где под руководством германского императора, венгерского и чешского короля Сигизмунда Люксембургского проводились переговоры с Тевтонским орденом и Лужицкими городами о проекте раздела Польского королевства. Пресбургский съезд был направлен против польского короля Владислава Ягелло, который проводил политику поддержки чешских гуситов.
Сотрудничество с Люксембургской династией позволило князьям Глогувским выдвинуть претензии на часть наследства своего деда по материнской линии, князя Владислава Опольчика. Однако нестабильная политическая конъюнктура и подчинение князей Бернарда Немодлинского и Болеслава IV Опольского в конечном итоге убедил императора Сигизмунда 16 сентября 1435 года подтвердить решение арбитражного суда от 2 июля 1417 года в Праге, закрепив Ополе за Бернардом и Болеславом, племянниками Владислава Опольчика.
Начиная с 1435 года, чешские гуситы стали организовывать разорительные экспедиции в Силезию. Реакция силезских князей была разная, некоторые переходили на сторону гуситов (Болько V Гусита), другие пытались сопротивляться, среди них был и Генрих IX. Вторжение гуситов в Глогувское княжество вызвало сильное разорение. Князь Глогувский обратился за помощью к королю Польши Владиславу Ягелло. В обмен на защиту своего удела Генрик обещал уступить своё княжество, но заручиться поддержкой польского короля ему не удалось. В 1431 году во время очередного набега гуситов Генрик IX Глогувский смог нанести поражение противнику и заставил его отступить. В 1433 году Генрих Глогувский воевал с гуситами при поддержке поляков и Тевтонского ордена.
Во время очередной войны за чешский престол в 1438—1439 годах князь Генрих Глогувский поддержал австрийского эрцгерцога Альбрехта Габсбурга, зятя Сигизмунда Люксембургского, которому 3 декабря 1438 года во Вроцлаве принес ленную присягу на верность. В начале следующего 1439 года ему удалось разбить у переправ через реку Одер великопольское войско несмотря на имеющееся гораздо меньшие силы.
Генрих IX Глогувский пользовался большим уважением в Силезии. В 1444 году он был посредником в конфликте между князьями Олесницкими. Через два года после этого, в 1446 году, он выкупил у братьев князей Иоганна I Любинского и Генриха X Хойнувского Любинское княжество.
19 апреля 1458 года Генрих Глогувский присоединился к союзу князей и городов Силезии, направленному против нового короля Чехии Йиржи из Подебрад. Однако после всеобщего признания нового чешского правителя в следующем 1459 году князь Глогувский принес ему вассальную присягу в Свиднице. 26 октября 1463 года король Йиржи из Подебрад возобновил дело об Опольском княжестве. Однако, учитывая непримиримые позиции Генриха IX Глогувского и Николая I Опольского, король Чехии решил пойти на компромисс 29 апреля 1464 года, согласно которому Генрих Глогувский отказался от своих претензий на Ополе в обмен за 14 000 венгерских злотых.
В период правления князя Генриха IX в Глогуве произошло знаменательное событие — 17 мая 1462 года здесь встретились король Польши Казимир IV и король Чехии Йиржи из Подебрад. На основания заключенного в Глогуве соглашения старший сын Казимира Владислав II Ягеллон должен был занять чешский королевский трон после смерти Йиржи из Подебрад. На этом совещании также обсуждались вопросы, касающиеся споров между Польшей и Глогувским княжеством. Любые польско-глогувские разногласия должны были решаться на съезде делегатов обоих государств в Бабимосте и Госциково.
Несмотря на плодотворное сотрудничество с Йиржи из Подебрад, 23 декабря 1462 года князь Генрих Глогувский был отлучен от церкви папой Пием II за поддержку кандидатуры польского королевича в качестве наследника чешской короны.
В конце своего правления Генрих Глогувский вмешался в междоусобицу своих племянников, князей Бальтазара и Яна II Жаганьских. Он помог Бальтазару вернуть Жаганьское княжество, но это произошло только в 1468 году, уже после смерти Генриха IX.
До нашего времени сохранилось мало информации о внутриполитической деятельности князя Генриха IX Глогувского; в Глогуве были найдены несколько указов и судейских распоряжений князя. Как и его отец, князь Генрих IX сталкивался с финансовыми проблемами.
Генрик IX скончался 11 ноября 1467 года в Кросно-Оджаньске и был похоронен в костеле Сретения Богородицы в Кожухуве. В завещании, составленном ещё в 1447 году, Генрих завещал княжество своим сыновьям. В завещании он выражал желание, чтоб княжество не было разделено в течение двадцати лет. Его наследники не должны были консультироваться с иностранными советниками. Это должно было обеспечить целостность Глогувского княжества. Однако ранняя смерть двух его сыновей предотвратила опасность дальнейшего раздела княжества, правителем Глогувского княжества стал его единственный оставшийся в живых сын Генрих XI (ок. 1435—1476), последний представитель глогувской линии династии Пястов по мужской линии.

## Семья
Между 1423 и 1430 годами Генрих IX Глогувский женился на Ядвиге Олесницкой (ум. 25 июня 1447/1453), дочери князя Конрада III Олесницкого. Супруги имели в браке шесть детей:
- Зигмунт (1431/1432 — 24 декабря 1458)
- Генрик XI (ок. 1435 — 22 февраля 1476), князь Глогувский и Любинский (1467—1476).
- Анна (ок. 1430/1400 — 17 декабря 1483), жена с 1454 года Яна II из Рожмберка (1434—1472).
- сын (до 30 1447 мая — до 11 ноября 1467)
- Ядвига (ок. 1450 — 30 мая 1482), аббатиса в Любине
- Катарина (до 1454 — после 14 ноября 1497), аббатиса в Любине.